# Ligier JS P320
Der Ligier JS P320 ist ein Sportwagen-Prototyp nach LMP3-Reglement, der von der Firma Ligier Automotive (ehemals Onroak) entwickelt und hergestellt wurde. Die offizielle Vorstellung erfolgte am 14. Juni 2019 im Rahmen des 24-Stunden-Rennens von Le Mans. Eingesetzt wird er unter anderem bei der European Le Mans Series und der Asian Le Mans Series.

## Technik
Wie durch den Automobile Club de l’Ouest für die LMP3-Klasse festgelegt, wird auch dieses Fahrzeug von einem Nissan VK56, einem V8-Ottomotor mit 5,6 Litern Hubraum, angetrieben. Übertragen wird die Kraft von einem sequenziellen 6-Gang-Getriebe der Firma Xtrac. Bei einer Geschwindigkeit von 290 km/h wird der Rennwagen elektronisch abgeregelt.

## Teams
Asian Le Mans Series:
- CD Sport
- Nielsen Racing
- Phoenix Racing
- RLR Msport
- United Autosports

European Le Mans Series:
- 1 AIM Villorba Corse
- BHK Motorsport
- Cool Racing
- EuroInternational
- Graff
- Inter Europol Competition
- MV2S Racing
- Nielsen Racing
- Realteam Racing
- RLR Msport
- Team Virage
- United Autosports

(Stand: 15. Februar 2021)